# Paulo Jorge Gomes Bento
Paulo Jorge Gomes Bento, noto come Paulo Bento (Lisbona, 20 giugno 1969), è un allenatore di calcio ed ex calciatore portoghese, di ruolo centrocampista.

## Carriera

### Giocatore
Da calciatore ha vestito le maglie di Estrela Amadora, Vitória Guimarães, Benfica, Real Oviedo e Sporting Lisbona. Con quest'ultimo club vinse il double titolo nazionale-coppa nazionale  nel 2001-2002 sotto la guida dell'allenatore László Bölöni.
Con la nazionale portoghese esordì il 15 gennaio 1992 (0-0 contro la Spagna). Vanta 35 presenze in nazionale. Ha preso parte al campionato d'Europa 2000 e al campionato del mondo 2002.

### Allenatore
Debuttò come allenatore sulla panchina dello Sporting Lisbona, che allenò dal 12 ottobre 2005 al 6 novembre 2009. Vinse 2 Coppe del Portogallo (2006-2007 e 2007-2008) e 2 Supercoppe di Portogallo (2007 e 2008).
Dal 20 settembre 2010 all'11 settembre 2014 fu il commissario tecnico della nazionale portoghese, dove sostituì l'esonerato Carlos Queiroz. All'europeo 2012 condusse il Portogallo alla semifinale, persa ai tiri di rigore contro la Spagna. Al mondiale 2014 rimediò una eliminazione al primo turno, ma fu comunque confermato in panchina. L'11 settembre 2014, in seguito alla clamorosa sconfitta interna per 0-1 nella prima giornata delle qualificazioni all'europeo 2016 contro l'Albania, abbandonò, di comune accordo con la federazione calcistica portoghese, il suo ruolo di commissario tecnico, venendo sostituito da Fernando Santos.
Nel maggio 2016 diventò il nuovo allenatore del Cruzeiro, in Brasile. Fu esonerato negli ultimi giorni di luglio, dopo un periodo negativo caratterizzato da sole 6 vittorie negli ultimi 17 incontri di campionato.
L'11 agosto 2016 divenne l'allenatore dell'Olympiakos, dove sostituì Víctor Sánchez e rimase fino al 6 marzo 2017, quando fu sollevato dall'incarico dopo tre sconfitte consecutive, nonostante in campionato la squadra fosse prima in classifica con 7 punti di vantaggio sulla seconda.
Allenò poi il club cinese del Chongqing Lifan dall'11 dicembre 2017 al 22 luglio 2018, quando fu esonerato a causa degli scarsi risultati.
Il 17 agosto 2018 divenne il commissario tecnico della Corea del Sud. Nel 2019 vinse il campionato dell'Asia orientale, precedendo in classifica il Giappone. Qualificatasi al campionato del mondo 2022, in Qatar la nazionale sudcoreana superò la fase a gironi come seconda classificata nel raggruppamento vinto dal Portogallo, battendo i portoghesi nella terza partita; Bento divenne pertanto il sesto allenatore a vincere contro la propria nazionale in un campionato del mondo . Dopo l'eliminazione agli ottavi di finale contro il Brasile, Bento lasciò l'incarico, dicendo di aver già maturato questa decisione nel settembre precedente.
Dal 2023 allena la nazionale emiratina.

## Statistiche

### Cronologia presenze e reti in nazionale
| Cronologia completa delle presenze e delle reti in nazionale ― Portogallo | Cronologia completa delle presenze e delle reti in nazionale ― Portogallo | Cronologia completa delle presenze e delle reti in nazionale ― Portogallo | Cronologia completa delle presenze e delle reti in nazionale ― Portogallo | Cronologia completa delle presenze e delle reti in nazionale ― Portogallo | Cronologia completa delle presenze e delle reti in nazionale ― Portogallo | Cronologia completa delle presenze e delle reti in nazionale ― Portogallo | Cronologia completa delle presenze e delle reti in nazionale ― Portogallo |
| Data                                                                      | Città                                                                     | In casa                                                                   | Risultato                                                                 | Ospiti                                                                    | Competizione                                                              | Reti                                                                      | Note                                                                      |
| ------------------------------------------------------------------------- | ------------------------------------------------------------------------- | ------------------------------------------------------------------------- | ------------------------------------------------------------------------- | ------------------------------------------------------------------------- | ------------------------------------------------------------------------- | ------------------------------------------------------------------------- | ------------------------------------------------------------------------- |
| 15-1-1992                                                                 | Torres Novas                                                              | Portogallo                                                                | 0 – 0                                                                     | Spagna                                                                    | Amichevole                                                                | -                                                                         | 73’                                                                       |
| 20-4-1994                                                                 | Oslo                                                                      | Norvegia                                                                  | 0 – 0                                                                     | Portogallo                                                                | Amichevole                                                                | -                                                                         | 86’                                                                       |
| 22-2-1995                                                                 | Rotterdam                                                                 | Paesi Bassi                                                               | 0 – 1                                                                     | Portogallo                                                                | Amichevole                                                                | -                                                                         | 61’                                                                       |
| 27-3-1996                                                                 | Lisbona                                                                   | Portogallo                                                                | 1 – 0                                                                     | Grecia                                                                    | Amichevole                                                                | -                                                                         | 46’                                                                       |
| 5-10-1996                                                                 | Kiev                                                                      | Ucraina                                                                   | 2 – 1                                                                     | Portogallo                                                                | Qual. Mondiali 1998                                                       | -                                                                         | 65’                                                                       |
| 9-10-1996                                                                 | Tirana                                                                    | Albania                                                                   | 0 – 3                                                                     | Portogallo                                                                | Qual. Mondiali 1998                                                       | -                                                                         | 68’                                                                       |
| 9-11-1996                                                                 | Porto                                                                     | Portogallo                                                                | 1 – 0                                                                     | Ucraina                                                                   | Qual. Mondiali 1998                                                       | -                                                                         | 76’                                                                       |
| 22-1-1997                                                                 | Braga                                                                     | Portogallo                                                                | 0 – 2                                                                     | Francia                                                                   | Amichevole                                                                | -                                                                         |                                                                           |
| 19-2-1997                                                                 | Nea Filadelfia                                                            | Grecia                                                                    | 0 – 0                                                                     | Portogallo                                                                | Amichevole                                                                | -                                                                         |                                                                           |
| 6-9-1998                                                                  | Budapest                                                                  | Ungheria                                                                  | 1 – 3                                                                     | Portogallo                                                                | Qual. Euro 2000                                                           | -                                                                         | 29’                                                                       |
| 10-10-1998                                                                | Porto                                                                     | Portogallo                                                                | 0 – 1                                                                     | Romania                                                                   | Qual. Euro 2000                                                           | -                                                                         | 70’                                                                       |
| 14-10-1998                                                                | Bratislava                                                                | Slovacchia                                                                | 0 – 3                                                                     | Portogallo                                                                | Qual. Euro 2000                                                           | -                                                                         |                                                                           |
| 18-11-1998                                                                | Setúbal                                                                   | Portogallo                                                                | 2 – 0                                                                     | Israele                                                                   | Amichevole                                                                | -                                                                         |                                                                           |
| 10-2-1999                                                                 | Parigi                                                                    | Paesi Bassi                                                               | 0 – 0                                                                     | Portogallo                                                                | Amichevole                                                                | -                                                                         |                                                                           |
| 5-6-1999                                                                  | Lisbona                                                                   | Portogallo                                                                | 1 – 0                                                                     | Slovacchia                                                                | Qual. Euro 2000                                                           | -                                                                         |                                                                           |
| 18-8-1999                                                                 | Lisbona                                                                   | Portogallo                                                                | 4 – 0                                                                     | Andorra                                                                   | Amichevole                                                                | -                                                                         |                                                                           |
| 4-9-1999                                                                  | Baku                                                                      | Azerbaigian                                                               | 1 – 1                                                                     | Portogallo                                                                | Qual. Euro 2000                                                           | -                                                                         | 29’                                                                       |
| 8-9-1999                                                                  | Bucarest                                                                  | Romania                                                                   | 1 – 1                                                                     | Portogallo                                                                | Qual. Euro 2000                                                           | -                                                                         |                                                                           |
| 9-10-1999                                                                 | Lisbona                                                                   | Portogallo                                                                | 3 – 0                                                                     | Ungheria                                                                  | Qual. Euro 2000                                                           | -                                                                         | 82’                                                                       |
| 23-2-2000                                                                 | Bruxelles                                                                 | Belgio                                                                    | 1 – 1                                                                     | Portogallo                                                                | Amichevole                                                                | -                                                                         | 8’                                                                        |
| 26-4-2000                                                                 | Reggio Calabria                                                           | Italia                                                                    | 2 – 0                                                                     | Portogallo                                                                | Amichevole                                                                | -                                                                         | 89’                                                                       |
| 2-6-2000                                                                  | Lisbona                                                                   | Portogallo                                                                | 3 – 0                                                                     | Galles                                                                    | Amichevole                                                                | -                                                                         |                                                                           |
| 12-6-2000                                                                 | Eindhoven                                                                 | Portogallo                                                                | 3 – 2                                                                     | Inghilterra                                                               | Euro 2000 - 1º turno                                                      | -                                                                         |                                                                           |
| 17-6-2000                                                                 | Arnhem                                                                    | Romania                                                                   | 0 – 1                                                                     | Portogallo                                                                | Euro 2000 - 1º turno                                                      | -                                                                         |                                                                           |
| 24-6-2000                                                                 | Amsterdam                                                                 | Portogallo                                                                | 2 – 0                                                                     | Turchia                                                                   | Euro 2000 - Quarti di finale                                              | -                                                                         |                                                                           |
| 28-6-2000                                                                 | Bruxelles                                                                 | Francia                                                                   | 2 – 1 gg                                                                  | Portogallo                                                                | Euro 2000 - Semifinale                                                    | -                                                                         | 61’                                                                       |
| 28-2-2001                                                                 | Funchal                                                                   | Portogallo                                                                | 3 – 0                                                                     | Andorra                                                                   | Qual. Mondiali 2002                                                       | -                                                                         | 63’                                                                       |
| 28-3-2001                                                                 | Porto                                                                     | Portogallo                                                                | 2 – 2                                                                     | Paesi Bassi                                                               | Qual. Mondiali 2002                                                       | -                                                                         | 34’                                                                       |
| 6-6-2001                                                                  | Lisbona                                                                   | Portogallo                                                                | 6 – 0                                                                     | Cipro                                                                     | Qual. Mondiali 2002                                                       | -                                                                         | 87’                                                                       |
| 13-2-2002                                                                 | Barcellona                                                                | Spagna                                                                    | 1 – 1                                                                     | Portogallo                                                                | Amichevole                                                                | -                                                                         | 90+1’                                                                     |
| 17-4-2002                                                                 | Lisbona                                                                   | Portogallo                                                                | 1 – 1                                                                     | Brasile                                                                   | Amichevole                                                                | -                                                                         |                                                                           |
| 25-5-2002                                                                 | Macao                                                                     | Cina                                                                      | 0 – 2                                                                     | Portogallo                                                                | Amichevole                                                                | -                                                                         | 46’                                                                       |
| 5-6-2002                                                                  | Suwon                                                                     | Stati Uniti                                                               | 3 – 2                                                                     | Portogallo                                                                | Mondiali 2002 - 1º turno                                                  | -                                                                         | 69’                                                                       |
| 10-6-2002                                                                 | Jeonju                                                                    | Portogallo                                                                | 4 – 0                                                                     | Polonia                                                                   | Mondiali 2002 - 1º turno                                                  | -                                                                         |                                                                           |
| 14-6-2002                                                                 | Incheon                                                                   | Portogallo                                                                | 0 – 1                                                                     | Corea del Sud                                                             | Mondiali 2002 - 1º turno                                                  | -                                                                         |                                                                           |
| Totale                                                                    |                                                                           | Presenze                                                                  | 35                                                                        |                                                                           | Reti                                                                      | 0                                                                         |                                                                           |

### Statistiche da allenatore

#### Club
Statistiche aggiornate al 12 agosto 2018.
| Stagione                | Squadra                 | Campionato              | Campionato | Campionato | Campionato | Campionato | Coppe nazionali | Coppe nazionali | Coppe nazionali | Coppe nazionali | Coppe nazionali | Coppe continentali | Coppe continentali | Coppe continentali | Coppe continentali | Coppe continentali | Altre coppe | Altre coppe | Altre coppe | Altre coppe | Altre coppe | Totale | Totale | Totale | Totale | % Vittorie | Piazzamento |
| Stagione                | Squadra                 | Comp                    | G          | V          | N          | P          | Comp            | G               | V               | N               | P               | Comp               | G                  | V                  | N                  | P                  | Comp        | G           | V           | N           | P           | G      | V      | N      | P      | %          | Piazzamento |
| ----------------------- | ----------------------- | ----------------------- | ---------- | ---------- | ---------- | ---------- | --------------- | --------------- | --------------- | --------------- | --------------- | ------------------ | ------------------ | ------------------ | ------------------ | ------------------ | ----------- | ----------- | ----------- | ----------- | ----------- | ------ | ------ | ------ | ------ | ---------- | ----------- |
| ott.2005-2006           | Sporting Lisbona        | PL                      | 27         | 18         | 6          | 3          | CP              | 5               | 4               | 1               | 0               |                    |                    |                    |                    |                    |             |             |             |             |             | 32     | 22     | 7      | 3      | 68,75      | Sub., 2º    |
| 2006-2007               | Sporting Lisbona        | PL                      | 30         | 20         | 8          | 2          | CP              | 6               | 6               | 0               | 0               | UCL                | 6                  | 1                  | 2                  | 3                  |             |             |             |             |             | 42     | 27     | 10     | 5      | 64,29      | 2º          |
| 2007-2008               | Sporting Lisbona        | PL                      | 30         | 16         | 7          | 7          | CP+CdL          | 6+7             | 6+3             | 0+2             | 0+2             | UCL+CU             | 6+6                | 2+3                | 1+2                | 3+1                | SP          | 1           | 1           | 0           | 0           | 56     | 31     | 12     | 13     | 55,36      | 2º          |
| 2008-2009               | Sporting Lisbona        | PL                      | 30         | 20         | 6          | 4          | CP+CdL          | 2+5             | 1+4             | 1+1             | 0+0             | UCL                | 8                  | 4                  | 0                  | 4                  | SP          | 1           | 1           | 0           | 0           | 46     | 30     | 8      | 8      | 65,22      | 2º          |
| 2009-nov.2010           | Sporting Lisbona        | PL                      | 9          | 3          | 4          | 2          | CP+CdL          | 1+0             | 1+0             | 0+0             | 0+0             | UCL+UEL            | 4+4                | 0+3                | 4+1                | 0+0                |             |             |             |             |             | 18     | 7      | 9      | 2      | 38,89      | Eson.       |
| Totale Sporting Lisbona | Totale Sporting Lisbona | Totale Sporting Lisbona | 126        | 77         | 31         | 18         |                 | 32              | 25              | 5               | 2               |                    | 34                 | 13                 | 10                 | 11                 |             | 2           | 2           | 0           | 0           | 194    | 117    | 46     | 31     | 60,31      |             |
| mag.-lug. 2016          | Cruzeiro                | A                       | 15         | 4          | 3          | 8          | CB              | 2               | 2               | 0               | 0               |                    |                    |                    |                    |                    |             |             |             |             |             | 17     | 6      | 3      | 8      | 35,29      | Eson.       |
| ago. 2016-mar. 2017     | Olympiacos              | SL                      | 23         | 16         | 3          | 4          | CG              | 7               | 5               | 2               | 0               | UEL                | 10                 | 5                  | 3                  | 2                  |             |             |             |             |             | 40     | 26     | 8      | 6      | 65,00      | Eson.       |
| 2018                    | Chongqing Lifan         | CSL                     | 17         | 4          | 3          | 10         | CdC             | 2               | 1               | 0               | 1               |                    |                    |                    |                    |                    |             |             |             |             |             | 15     | 5      | 2      | 8      | 33,33      | Eson.       |
| Totale carriera         | Totale carriera         | Totale carriera         | 181        | 101        | 40         | 40         |                 | 43              | 32              | 7               | 4               |                    | 44                 | 18                 | 13                 | 13                 |             | 2           | 2           | 0           | 0           | 270    | 154    | 60     | 56     | 57,04      |             |

### Nazionale
Statistiche aggiornate al 10 luglio 2023.
| Squadra             | Naz                            | dal               | al                | Record | Record | Record | Record | Record | Record | Record | Record     |
| Squadra             | Naz                            | dal               | al                | G      | V      | N      | P      | GF     | GS     | DR     | % Vittorie |
| ------------------- | ------------------------------ | ----------------- | ----------------- | ------ | ------ | ------ | ------ | ------ | ------ | ------ | ---------- |
| Portogallo          | Portogallo (bandiera)          | 21 settembre 2010 | 11 settembre 2014 | 47     | 26     | 12     | 9      | 91     | 49     | +42    | 55,32      |
| Corea del Sud       | Corea del Sud (bandiera)       | 17 agosto 2018    | 31 dicembre 2022  | 57     | 35     | 13     | 9      | 100    | 47     | +53    | 61,40      |
| Emirati Arabi Uniti | Emirati Arabi Uniti (bandiera) | 9 luglio 2023     | in carica         | 19     | 11     | 4      | 4      | 35     | 13     | +22    | 57,89      |
| Totale              | Totale                         | Totale            | Totale            | 155    | 86     | 29     | 40     | 290    | 174    | +116   | 55,48      |

#### Nazionale portoghese nel dettaglio
| 2010              | Portogallo        | Qual. Europeo     | 2º nel gruppo H ,qualificato | 2   | 2   | 0   | 0   | 100,00& | 6  | 2  | +4  |
| 2011              | Portogallo        | Qual. Europeo     | 2º nel gruppo H ,qualificato | 4+2 | 3+1 | 0+1 | 1+0 | 66,67   | 17 | 7  | +10 |
| 2012              | Portogallo        | Europeo           | Semifinali                   | 5   | 3   | 1   | 1   | 60,00   | 6  | 4  | +2  |
| 2012              | Portogallo        | Qual. Mondiale    | 2º nel gruppo F ,qualificato | 4   | 2   | 1   | 1   | 50,00   | 6  | 3  | +3  |
| 2013              | Portogallo        | Qual. Mondiale    | 2º nel gruppo F ,qualificato | 6+2 | 4+2 | 2   | 0   | 75,00   | 18 | 8  | +10 |
| 2014              | Portogallo        | Mondiale          | 3º Gruppo G                  | 3   | 1   | 1   | 1   | 33,33   | 4  | 7  | -3  |
| 2014              | Portogallo        | Qual. Europeo     | dimissionario                | 1   | 0   | 0   | 1   | &0,00   | 0  | 1  | -1  |
| Dal 2010 al 2014  | Portogallo        | Amichevoli        |                              | 18  | 8   | 6   | 4   | 44,44   | 34 | 17 | +17 |
| Totale Portogallo | Totale Portogallo | Totale Portogallo | Totale Portogallo            | 47  | 26  | 12  | 9   | 55,32   | 91 | 49 | +42 |

#### Panchine da commissario tecnico della nazionale portoghese
| Cronologia completa delle presenze e delle reti in nazionale ― Portogallo | Cronologia completa delle presenze e delle reti in nazionale ― Portogallo | Cronologia completa delle presenze e delle reti in nazionale ― Portogallo | Cronologia completa delle presenze e delle reti in nazionale ― Portogallo | Cronologia completa delle presenze e delle reti in nazionale ― Portogallo | Cronologia completa delle presenze e delle reti in nazionale ― Portogallo | Cronologia completa delle presenze e delle reti in nazionale ― Portogallo | Cronologia completa delle presenze e delle reti in nazionale ― Portogallo |
| Data                                                                      | Città                                                                     | In casa                                                                   | Risultato                                                                 | Ospiti                                                                    | Competizione                                                              | Reti                                                                      | Note                                                                      |
| ------------------------------------------------------------------------- | ------------------------------------------------------------------------- | ------------------------------------------------------------------------- | ------------------------------------------------------------------------- | ------------------------------------------------------------------------- | ------------------------------------------------------------------------- | ------------------------------------------------------------------------- | ------------------------------------------------------------------------- |
| 8-10-2010                                                                 | Porto                                                                     | Portogallo                                                                | 3 – 1                                                                     | Danimarca                                                                 | Qual. Euro 2012                                                           | 2 Nani Cristiano Ronaldo                                                  | Cap: C.Ronaldo                                                            |
| 12-10-2010                                                                | Reykjavík                                                                 | Islanda                                                                   | 1 – 3                                                                     | Portogallo                                                                | Qual. Euro 2012                                                           | Cristiano Ronaldo Raul Meireles Helder Postiga                            | Cap: C.Ronaldo                                                            |
| 17-11-2010                                                                | Lisbona                                                                   | Portogallo                                                                | 4 – 0                                                                     | Spagna                                                                    | Amichevole                                                                | Carlos Martins 2 Helder Postiga Hugo Almeida                              | Cap: C.Ronaldo                                                            |
| 9-2-2011                                                                  | Ginevra                                                                   | Argentina                                                                 | 2 – 1                                                                     | Portogallo                                                                | Amichevole                                                                | Cristiano Ronaldo                                                         | Cap: C.Ronaldo                                                            |
| 26-3-2011                                                                 | Leiria                                                                    | Portogallo                                                                | 1 – 1                                                                     | Cile                                                                      | Amichevole                                                                | Silvestre Varela                                                          | Cap: R.Carvalho                                                           |
| 29-3-2011                                                                 | Aveiro                                                                    | Portogallo                                                                | 2 – 0                                                                     | Finlandia                                                                 | Amichevole                                                                | 2 Ruben Micael                                                            | Cap: B.Alves                                                              |
| 4-6-2011                                                                  | Lisbona                                                                   | Portogallo                                                                | 1 – 0                                                                     | Norvegia                                                                  | Qual. Euro 2012                                                           | Helder Postiga                                                            | Cap: C.Ronaldo                                                            |
| 10-8-2011                                                                 | Faro                                                                      | Portogallo                                                                | 5 – 0                                                                     | Lussemburgo                                                               | Amichevole                                                                | Helder Postiga Cristiano Ronaldo Fabio Coentrao 2 Hugo Almeida            | Cap: C.Ronaldo                                                            |
| 2-9-2011                                                                  | Nicosia                                                                   | Cipro                                                                     | 0 – 4                                                                     | Portogallo                                                                | Qual. Euro 2012                                                           | 2 Cristiano Ronaldo 1 (rig.) Hugo Almeida Danny                           | Cap: C.Ronaldo                                                            |
| 7-10-2011                                                                 | Porto                                                                     | Portogallo                                                                | 5 – 3                                                                     | Islanda                                                                   | Qual. Euro 2012                                                           | 2 Nani Helder Postiga Joao Moutinho Eliseu                                | Cap: C.Ronaldo                                                            |
| 11-10-2011                                                                | Copenaghen                                                                | Danimarca                                                                 | 2 – 1                                                                     | Portogallo                                                                | Qual. Euro 2012                                                           | Cristiano Ronaldo                                                         | Cap: C.Ronaldo                                                            |
| 11-11-2011                                                                | Zenica                                                                    | Bosnia ed Erzegovina                                                      | 0 – 0                                                                     | Portogallo                                                                | Qual. Euro 2012                                                           | -                                                                         | Cap: C.Ronaldo                                                            |
| 15-11-2011                                                                | Lisbona                                                                   | Portogallo                                                                | 6 – 2                                                                     | Bosnia ed Erzegovina                                                      | Qual. Euro 2012                                                           | 2 Cristiano Ronaldo Nani 2 Helder Postiga Miguel Veloso                   | Cap: C.Ronaldo                                                            |
| 29-2-2012                                                                 | Varsavia                                                                  | Polonia                                                                   | 0 – 0                                                                     | Portogallo                                                                | Amichevole                                                                | -                                                                         | Cap: C.Ronaldo                                                            |
| 26-5-2012                                                                 | Leiria                                                                    | Portogallo                                                                | 0 – 0                                                                     | Macedonia                                                                 | Amichevole                                                                | -                                                                         | Cap: C.Ronaldo                                                            |
| 2-6-2012                                                                  | Lisbona                                                                   | Portogallo                                                                | 1 – 3                                                                     | Turchia                                                                   | Amichevole                                                                | Nani                                                                      | Cap: C.Ronaldo                                                            |
| 9-6-2012                                                                  | Leopoli                                                                   | Germania                                                                  | 1 – 0                                                                     | Portogallo                                                                | Euro 2012 - 1º turno                                                      | -                                                                         | Cap: C.Ronaldo                                                            |
| 13-6-2012                                                                 | Leopoli                                                                   | Danimarca                                                                 | 2 – 3                                                                     | Portogallo                                                                | Euro 2012 - 1º turno                                                      | Pepe Helder Postiga Silvestre Varela                                      | Cap: C.Ronaldo                                                            |
| 17-6-2012                                                                 | Charkiv                                                                   | Portogallo                                                                | 2 – 1                                                                     | Paesi Bassi                                                               | Euro 2012 - 1º turno                                                      | 2 Cristiano Ronaldo                                                       | Cap: C.Ronaldo                                                            |
| 21-6-2012                                                                 | Varsavia                                                                  | Rep. Ceca                                                                 | 0 – 1                                                                     | Portogallo                                                                | Euro 2012 - Quarti di finale                                              | Cristiano Ronaldo                                                         | Cap: C.Ronaldo                                                            |
| 27-6-2012                                                                 | Donec'k                                                                   | Portogallo                                                                | 0 – 0 dts (2 - 4 dtr)                                                     | Spagna                                                                    | Euro 2012 - Semifinale                                                    | -                                                                         | Cap: C.Ronaldo                                                            |
| 15-8-2012                                                                 | Faro                                                                      | Portogallo                                                                | 2 – 0                                                                     | Panama                                                                    | Amichevole                                                                | Nélson Oliveira Cristiano Ronaldo                                         | Cap: C.Ronaldo                                                            |
| 7-9-2012                                                                  | Lussemburgo                                                               | Lussemburgo                                                               | 1 – 2                                                                     | Portogallo                                                                | Qual. Mondiali 2014                                                       | Cristiano Ronaldo Helder Postiga                                          | Cap: C.Ronaldo                                                            |
| 11-9-2012                                                                 | Braga                                                                     | Portogallo                                                                | 3 – 0                                                                     | Azerbaigian                                                               | Qual. Mondiali 2014                                                       | Silvestre Varela Helder Postiga Bruno Alves                               | Cap: C.Ronaldo                                                            |
| 12-10-2012                                                                | Mosca                                                                     | Russia                                                                    | 1 – 0                                                                     | Portogallo                                                                | Qual. Mondiali 2014                                                       | -                                                                         | Cap: C.Ronaldo                                                            |
| 16-10-2012                                                                | Porto                                                                     | Portogallo                                                                | 1 – 1                                                                     | Irlanda del Nord                                                          | Qual. Mondiali 2014                                                       | Helder Postiga                                                            | Cap: C.Ronaldo                                                            |
| 14-11-2012                                                                | Libreville                                                                | Gabon                                                                     | 2 – 2                                                                     | Portogallo                                                                | Amichevole                                                                | Pizzi (rig.) Hugo Almeida                                                 | Cap: Pepe                                                                 |
| 6-2-2013                                                                  | Guimarães                                                                 | Portogallo                                                                | 2 – 3                                                                     | Ecuador                                                                   | Amichevole                                                                | Cristiano Ronaldo Helder Postiga                                          | Cap: C.Ronaldo                                                            |
| 22-3-2013                                                                 | Tel Aviv                                                                  | Israele                                                                   | 3 – 3                                                                     | Portogallo                                                                | Qual. Mondiali 2014                                                       | Bruno Alves Helder Postiga Fabio Coentrao                                 | Cap: C.Ronaldo                                                            |
| 26-3-2013                                                                 | Baku                                                                      | Azerbaigian                                                               | 0 – 2                                                                     | Portogallo                                                                | Qual. Mondiali 2014                                                       | Bruno Alves Hugo Almeida                                                  | Cap: B.Alves                                                              |
| 7-6-2013                                                                  | Lisbona                                                                   | Portogallo                                                                | 1 – 0                                                                     | Russia                                                                    | Qual. Mondiali 2014                                                       | Helder Postiga                                                            | Cap: C.Ronaldo                                                            |
| 10-6-2013                                                                 | Ginevra                                                                   | Croazia                                                                   | 0 – 1                                                                     | Portogallo                                                                | Amichevole                                                                | Cristiano Ronaldo                                                         | Cap: C.Ronaldo                                                            |
| 14-8-2013                                                                 | Faro                                                                      | Portogallo                                                                | 1 – 1                                                                     | Paesi Bassi                                                               | Amichevole                                                                | Cristiano Ronaldo                                                         | Cap: C.Ronaldo                                                            |
| 6-9-2013                                                                  | Belfast                                                                   | Irlanda del Nord                                                          | 2 – 4                                                                     | Portogallo                                                                | Qual. Mondiali 2014                                                       | Bruno Alves 3 Cristiano Ronaldo                                           | Cap: C.Ronaldo                                                            |
| 11-9-2013                                                                 | Foxborough                                                                | Brasile                                                                   | 3 – 1                                                                     | Portogallo                                                                | Amichevole                                                                | Raul Meireles                                                             | Cap: B.Alves                                                              |
| 11-10-2013                                                                | Lisbona                                                                   | Portogallo                                                                | 1 – 1                                                                     | Israele                                                                   | Qual. Mondiali 2014                                                       | Ricardo Costa                                                             | Cap: C.Ronaldo                                                            |
| 15-10-2013                                                                | Coimbra                                                                   | Portogallo                                                                | 3 – 0                                                                     | Lussemburgo                                                               | Qual. Mondiali 2014                                                       | Silvestre Varela Nani Helder Postiga                                      | Cap: Nani                                                                 |
| 15-11-2013                                                                | Lisbona                                                                   | Portogallo                                                                | 1 – 0                                                                     | Svezia                                                                    | Qual. Mondiali 2014                                                       | Cristiano Ronaldo                                                         | Cap: C.Ronaldo                                                            |
| 19-11-2013                                                                | Stoccolma                                                                 | Svezia                                                                    | 2 – 3                                                                     | Portogallo                                                                | Qual. Mondiali 2014                                                       | 3 Cristiano Ronaldo                                                       | Cap: C.Ronaldo                                                            |
| 5-3-2014                                                                  | Leiria                                                                    | Portogallo                                                                | 5 – 1                                                                     | Camerun                                                                   | Amichevole                                                                | 2 Cristiano Ronaldo Raul Meireles Fabio Coentrao Edinho                   | Cap: C.Ronaldo                                                            |
| 31-5-2014                                                                 | Oeiras                                                                    | Portogallo                                                                | 0 – 0                                                                     | Grecia                                                                    | Amichevole                                                                | -                                                                         | Cap: B.Alves                                                              |
| 7-6-2014                                                                  | Foxborough                                                                | Messico                                                                   | 0 – 1                                                                     | Portogallo                                                                | Amichevole                                                                | Bruno Alves                                                               | Cap: B.Alves                                                              |
| 10-6-2014                                                                 | East Rutherford                                                           | Irlanda                                                                   | 1 – 5                                                                     | Portogallo                                                                | Amichevole                                                                | 2 Hugo Almeida autorete Vieirinha Fabio Coentrao                          | Cap: C.Ronaldo                                                            |
| 16-6-2014                                                                 | Salvador                                                                  | Germania                                                                  | 4 – 0                                                                     | Portogallo                                                                | Mondiali 2014 - 1º turno                                                  | -                                                                         | Cap: C.Ronaldo                                                            |
| 23-6-2014                                                                 | Manaus                                                                    | Stati Uniti                                                               | 2 – 2                                                                     | Portogallo                                                                | Mondiali 2014 - 1º turno                                                  | Nani Silvestre Varela                                                     | Cap: C.Ronaldo                                                            |
| 26-6-2014                                                                 | Brasilia                                                                  | Portogallo                                                                | 2 – 1                                                                     | Ghana                                                                     | Mondiali 2014 - 1º turno                                                  | autorete Cristiano Ronaldo                                                | Cap: C.Ronaldo                                                            |
| 7-9-2014                                                                  | Aveiro                                                                    | Portogallo                                                                | 0 – 1                                                                     | Albania                                                                   | Qual. Euro 2016                                                           | -                                                                         | Cap: Nani                                                                 |
| Totale                                                                    |                                                                           | Presenze                                                                  | 47                                                                        |                                                                           | Reti                                                                      | 91                                                                        |                                                                           |

#### Nazionale sudcoreana nel dettaglio
| Gen.2019             | Corea del Sud        | Coppa d'Asia 2019                 | Quarti di finale             | 5  | 4  | 0  | 1 | 80,00   | 6   | 2  | +4  |
| 2019                 | Corea del Sud        | Qual.Mondiale 2022                | 1º nel Gruppo H              | 4  | 2  | 2  | 0 | 50,00   | 10  | 2  | +8  |
| Giu.2021             | Corea del Sud        | Qual.Mondiale 2022                | 1º nel Gruppo H              | 3  | 3  | 0  | 0 | 100,00& | 12  | 1  | +10 |
| Dic.2019             | Corea del Sud        | Coppa d'Asia orientale 2019       | Vincitore                    | 3  | 3  | 0  | 0 | 100,00& | 4   | 0  | +4  |
| 2021                 | Corea del Sud        | Qual. Mondiale 2022 - fase finale | 2° nel gruppo A, qualificato | 10 | 7  | 2  | 1 | 70,00   | 13  | 3  | +10 |
| lug. 2022            | Corea del Sud        | Coppa d'Asia orientale 2022       | 2°                           | 3  | 2  | 0  | 1 | 66,67   | 6   | 3  | +3  |
| nov./dic. 2022       | Corea del Sud        | Mondiale 2022                     | Ottavi di finale             | 4  | 1  | 1  | 2 | 25,00   | 5   | 8  | -3  |
| Dal 2018             | Corea del Sud        | Amichevoli                        |                              | 25 | 13 | 8  | 4 | 52,00   | 44  | 29 | +15 |
| Totale Corea del Sud | Totale Corea del Sud | Totale Corea del Sud              | Totale Corea del Sud         | 57 | 35 | 13 | 9 | 61,40   | 100 | 47 | +53 |

#### Panchine da commissario tecnico della nazionale sudcoreana
| Cronologia completa delle presenze e delle reti in nazionale ― Corea del Sud | Cronologia completa delle presenze e delle reti in nazionale ― Corea del Sud | Cronologia completa delle presenze e delle reti in nazionale ― Corea del Sud | Cronologia completa delle presenze e delle reti in nazionale ― Corea del Sud | Cronologia completa delle presenze e delle reti in nazionale ― Corea del Sud | Cronologia completa delle presenze e delle reti in nazionale ― Corea del Sud | Cronologia completa delle presenze e delle reti in nazionale ― Corea del Sud | Cronologia completa delle presenze e delle reti in nazionale ― Corea del Sud |
| Data                                                                         | Città                                                                        | In casa                                                                      | Risultato                                                                    | Ospiti                                                                       | Competizione                                                                 | Reti                                                                         | Note                                                                         |
| ---------------------------------------------------------------------------- | ---------------------------------------------------------------------------- | ---------------------------------------------------------------------------- | ---------------------------------------------------------------------------- | ---------------------------------------------------------------------------- | ---------------------------------------------------------------------------- | ---------------------------------------------------------------------------- | ---------------------------------------------------------------------------- |
| 7-9-2018                                                                     | Goyang                                                                       | Corea del Sud                                                                | 2 – 0                                                                        | Costa Rica                                                                   | Amichevole                                                                   | Lee Jae-Sung Nam Tae-Hee                                                     | Cap: H.Son                                                                   |
| 11-9-2018                                                                    | Pusan                                                                        | Corea del Sud                                                                | 0 – 0                                                                        | Cile                                                                         | Amichevole                                                                   | -                                                                            | Cap: H.Son                                                                   |
| 12-10-2018                                                                   | Seul                                                                         | Corea del Sud                                                                | 2 – 1                                                                        | Uruguay                                                                      | Amichevole                                                                   | Hwang Ui-Jo Jung Woo-Young                                                   | Cap: H.Son                                                                   |
| 16-10-2018                                                                   | Cheonan                                                                      | Corea del Sud                                                                | 2 – 2                                                                        | Panama                                                                       | Amichevole                                                                   | Park Joo-Ho Hwang In-Beom                                                    | Cap: H.Son                                                                   |
| 17-11-2018                                                                   | Brisbane                                                                     | Australia                                                                    | 1 – 1                                                                        | Corea del Sud                                                                | Amichevole                                                                   | Hwang Ui-Jo                                                                  | Cap: Y.Kim                                                                   |
| 20-11-2018                                                                   | Brisbane                                                                     | Uzbekistan                                                                   | 0 – 4                                                                        | Corea del Sud                                                                | Amichevole                                                                   | Nam Tae-Hee Hwang Ui-Jo Moon Seon-Min Suk Hyun-jun                           | Cap: Y.Kim                                                                   |
| 31-12-2018                                                                   | Abu Dhabi                                                                    | Corea del Sud                                                                | 0 – 0                                                                        | Arabia Saudita                                                               | Amichevole                                                                   | -                                                                            | Cap: Y.Kim                                                                   |
| 7-1-2019                                                                     | Dubai                                                                        | Corea del Sud                                                                | 1 – 0                                                                        | Filippine                                                                    | Coppa d'Asia 2019 - 1º turno                                                 | Hwang Ui-Jo                                                                  | Cap: Y.Kim                                                                   |
| 11-1-2019                                                                    | al-'Ayn                                                                      | Kirghizistan                                                                 | 0 – 1                                                                        | Corea del Sud                                                                | Coppa d'Asia 2019 - 1º turno                                                 | Kim Min-Jae                                                                  | Cap: Y.Kim                                                                   |
| 16-1-2019                                                                    | Abu Dhabi                                                                    | Corea del Sud                                                                | 2 – 0                                                                        | Cina                                                                         | Coppa d'Asia 2019 - 1º turno                                                 | Hwang Ui-Jo (rig.) Kim Min-Jae                                               | Cap: H.Son                                                                   |
| 22-1-2019                                                                    | Dubai                                                                        | Corea del Sud                                                                | 2 – 1 dts                                                                    | Bahrein                                                                      | Coppa d'Asia 2019 - Ottavi di finale                                         | Hwang Hee-Chan Kim Jin-Su                                                    | Cap: H.Son                                                                   |
| 25-1-2019                                                                    | Abu Dhabi                                                                    | Corea del Sud                                                                | 0 – 1                                                                        | Qatar                                                                        | Coppa d'Asia 2019 - Quarti di finale                                         | -                                                                            | Cap: H.Son                                                                   |
| 22-3-2019                                                                    | Ulsan                                                                        | Corea del Sud                                                                | 1 – 0                                                                        | Bolivia                                                                      | Amichevole                                                                   | Lee Chung-Yong                                                               | Cap: H.Son                                                                   |
| 26-3-2019                                                                    | Seul                                                                         | Corea del Sud                                                                | 2 – 1                                                                        | Colombia                                                                     | Amichevole                                                                   | Son Heung-Min Lee Jae-Sung                                                   | Cap: H.Son                                                                   |
| 7-6-2019                                                                     | Pusan                                                                        | Corea del Sud                                                                | 1 – 0                                                                        | Australia                                                                    | Amichevole                                                                   | Hwang Ui-Jo                                                                  | Cap: H.Son                                                                   |
| 11-6-2019                                                                    | Seul                                                                         | Corea del Sud                                                                | 1 – 1                                                                        | Iran                                                                         | Amichevole                                                                   | Hwang Ui-Jo                                                                  | Cap: H.Son                                                                   |
| 5-9-2019                                                                     | Istanbul                                                                     | Corea del Sud                                                                | 2 – 2                                                                        | Georgia                                                                      | Amichevole                                                                   | 2 Hwang Ui-Jo                                                                | Cap: H.Son                                                                   |
| 10-9-2019                                                                    | Aşgabat                                                                      | Turkmenistan                                                                 | 0 – 2                                                                        | Corea del Sud                                                                | Qual. Mondiali 2022                                                          | Na Sang-Ho Jung Woo-Young                                                    | Cap: H.Son                                                                   |
| 10-10-2019                                                                   | Hwaseong                                                                     | Corea del Sud                                                                | 8 – 0                                                                        | Sri Lanka                                                                    | Qual. Mondiali 2022                                                          | 2 Son Heung-Min 1 (rig.) 4 Kim Shin-Wook Hwang Hee-Chan Kwon Chang-Hoon      | Cap: H.Son                                                                   |
| 15-10-2019                                                                   | Pyongyang                                                                    | Corea del Nord                                                               | 0 – 0                                                                        | Corea del Sud                                                                | Qual. Mondiali 2022                                                          | -                                                                            | Cap: H.Son                                                                   |
| 14-11-2019                                                                   | Beirut                                                                       | Libano                                                                       | 0 – 0                                                                        | Corea del Sud                                                                | Qual. Mondiali 2022                                                          | -                                                                            | Cap: H.Son                                                                   |
| 19-11-2019                                                                   | Abu Dhabi                                                                    | Brasile                                                                      | 3 – 0                                                                        | Corea del Sud                                                                | Amichevole                                                                   | -                                                                            | Cap: H.Son                                                                   |
| 11-12-2019                                                                   | Pusan                                                                        | Corea del Sud                                                                | 2 – 0                                                                        | Hong Kong                                                                    | Coppa dell'Asia Orientale 2019                                               | Hwang In-Beom Na Sang-Ho                                                     | Cap: J.Park                                                                  |
| 15-12-2019                                                                   | Pusan                                                                        | Corea del Sud                                                                | 1 – 0                                                                        | Cina                                                                         | Coppa dell'Asia Orientale 2019                                               | Kim Min-Jae                                                                  | Cap: Y.Kim                                                                   |
| 18-12-2019                                                                   | Pusan                                                                        | Corea del Sud                                                                | 1 – 0                                                                        | Giappone                                                                     | Coppa dell'Asia Orientale 2019                                               | Hwang In-Beom                                                                | Cap: Y.Kim                                                                   |
| 14-11-2020                                                                   | Wiener Neustadt                                                              | Messico                                                                      | 3 – 2                                                                        | Corea del Sud                                                                | Amichevole                                                                   | Hwang Ui-Jo Kwon Kyung-Won                                                   | Cap: H.Son                                                                   |
| 17-11-2020                                                                   | Maria Enzersdorf                                                             | Corea del Sud                                                                | 2 – 1                                                                        | Qatar                                                                        | Amichevole                                                                   | Hwang Hee-Chan Hwang Ui-Jo                                                   | Cap: H.Son                                                                   |
| 25-3-2021                                                                    | Yokohama                                                                     | Giappone                                                                     | 3 – 0                                                                        | Corea del Sud                                                                | Amichevole                                                                   | -                                                                            | Cap: Y.Kim                                                                   |
| 5-6-2021                                                                     | Goyang                                                                       | Corea del Sud                                                                | 5 – 0                                                                        | Turkmenistan                                                                 | Qual. Mondiali 2022                                                          | 2 Hwang Ui-Jo Nam Tae-Hee Kim Young-Gwon Kwon Chang-Hoon                     | Cap: H.Son                                                                   |
| 9-6-2021                                                                     | Goyang                                                                       | Sri Lanka                                                                    | 0 – 5                                                                        | Corea del Sud                                                                | Qual. Mondiali 2022                                                          | 2 Kim Shin-Wook 1 (rig.) Lee Dong-gyeong Hwang Hee-Chan Jeong Sang-bin       | Cap: S.Kim                                                                   |
| 13-6-2021                                                                    | Goyang                                                                       | Corea del Sud                                                                | 2 – 1                                                                        | Libano                                                                       | Qual. Mondiali 2022                                                          | autorete Son Heung-Min (rig.)                                                | Cap: H.Son                                                                   |
| 2-9-2021                                                                     | Seul                                                                         | Corea del Sud                                                                | 0 – 0                                                                        | Iraq                                                                         | Qual. Mondiali 2022                                                          | -                                                                            | Cap: H.Son                                                                   |
| 7-9-2021                                                                     | Suwon                                                                        | Corea del Sud                                                                | 1 – 0                                                                        | Libano                                                                       | Qual. Mondiali 2022                                                          | Kwon Chang-Hoon                                                              | Cap: S.Kim                                                                   |
| 7-10-2021                                                                    | Seul                                                                         | Corea del Sud                                                                | 2 – 1                                                                        | Siria                                                                        | Qual. Mondiali 2022                                                          | Hwang In-Beom Son Heung-Min                                                  | Cap: H.Son                                                                   |
| 12-10-2021                                                                   | Teheran                                                                      | Iran                                                                         | 1 – 1                                                                        | Corea del Sud                                                                | Qual. Mondiali 2022                                                          | Son Heung-Min                                                                | Cap: H.Son                                                                   |
| 11-11-2021                                                                   | Goyang                                                                       | Corea del Sud                                                                | 1 – 0                                                                        | Emirati Arabi Uniti                                                          | Qual. Mondiali 2022                                                          | Hwang Hee-Chan (rig.)                                                        | Cap: H.Son                                                                   |
| 16-11-2021                                                                   | Doha                                                                         | Iraq                                                                         | 0 – 3                                                                        | Corea del Sud                                                                | Qual. Mondiali 2022                                                          | Lee Jae-Sung Son Heung-Min (rig.) Jeong Woo-yeong                            | Cap: H.Son                                                                   |
| 15-1-2022                                                                    | Adalia                                                                       | Corea del Sud                                                                | 5 – 1                                                                        | Islanda                                                                      | Amichevole                                                                   | Cho Gue-sung Kwon Chang-Hoon Paik Seung-Ho Kim Jin-Kyu Eom Ji-Seong          | Cap: Y.Kim                                                                   |
| 21-1-2022                                                                    | Adalia                                                                       | Moldavia                                                                     | 0 – 4                                                                        | Corea del Sud                                                                | Amichevole                                                                   | Kim Jin-Kyu Paik Seung-Ho Kwon Chang-Hoon Cho Young-wook (rig.)              | Cap: Y.Kim                                                                   |
| 27-1-2022                                                                    | Sidone                                                                       | Libano                                                                       | 0 – 1                                                                        | Corea del Sud                                                                | Qual. Mondiali 2022                                                          | Cho Gue-sung                                                                 | Cap: Y.Kim                                                                   |
| 1-2-2022                                                                     | Dubai                                                                        | Siria                                                                        | 0 – 2                                                                        | Corea del Sud                                                                | Qual. Mondiali 2022                                                          | Kim Jin-Su Kwon Chang-Hoon                                                   | Cap: Y.Kim                                                                   |
| 24-3-2022                                                                    | Seul                                                                         | Corea del Sud                                                                | 2 – 0                                                                        | Iran                                                                         | Qual. Mondiali 2022                                                          | Son Heung-Min Kim Young-Gwon                                                 | Cap: H.Son                                                                   |
| 29-3-2022                                                                    | Dubai                                                                        | Emirati Arabi Uniti                                                          | 1 – 0                                                                        | Corea del Sud                                                                | Qual. Mondiali 2022                                                          | -                                                                            | Cap: H.Son                                                                   |
| 2-6-2022                                                                     | Seul                                                                         | Corea del Sud                                                                | 1 – 5                                                                        | Brasile                                                                      | Amichevole                                                                   | Hwang Ui-Jo                                                                  | Cap: H.Son                                                                   |
| 6-6-2022                                                                     | Daejeon                                                                      | Corea del Sud                                                                | 2 – 0                                                                        | Cile                                                                         | Amichevole                                                                   | Hwang Hee-Chan Son Heung-Min                                                 | Cap: H.Son                                                                   |
| 10-6-2022                                                                    | Suwon                                                                        | Corea del Sud                                                                | 2 – 2                                                                        | Paraguay                                                                     | Amichevole                                                                   | Son Heung-Min Jeong Woo-yeong                                                | Cap: H.Son                                                                   |
| 14-6-2022                                                                    | Seul                                                                         | Corea del Sud                                                                | 4 – 1                                                                        | Egitto                                                                       | Amichevole                                                                   | Hwang Ui-Jo Kim Young-Gwon Cho Gue-sung Kwon Chang-Hoon                      | Cap: H.Son                                                                   |
| 20-7-2022                                                                    | Toyota                                                                       | Cina                                                                         | 0 – 3                                                                        | Corea del Sud                                                                | Coppa dell'Asia Orientale 2022                                               | autorete Kwon Chang-Hoon Cho Gue-sung                                        | Cap: J.Kim                                                                   |
| 24-7-2022                                                                    | Toyota                                                                       | Corea del Sud                                                                | 3 – 0                                                                        | Hong Kong                                                                    | Coppa dell'Asia Orientale 2022                                               | 2 Kang Seong-jin Hong Chul                                                   | Cap: H.Chul                                                                  |
| 27-7-2022                                                                    | Toyota                                                                       | Giappone                                                                     | 3 – 0                                                                        | Corea del Sud                                                                | Coppa dell'Asia Orientale 2022                                               | -                                                                            | Cap: J.Kim                                                                   |
| 23-9-2022                                                                    | Goyang                                                                       | Corea del Sud                                                                | 2 – 2                                                                        | Costa Rica                                                                   | Amichevole                                                                   | Hwang Hee-Chan Son Heung-Min                                                 | Cap: H.Son                                                                   |
| 27-9-2022                                                                    | Seul                                                                         | Corea del Sud                                                                | 1 – 0                                                                        | Camerun                                                                      | Amichevole                                                                   | Son Heung-Min                                                                | Cap: H.Son                                                                   |
| 11-11-2022                                                                   | Hwaseong                                                                     | Corea del Sud                                                                | 1 – 0                                                                        | Islanda                                                                      | Amichevole                                                                   | Song Min-kyu                                                                 | Cap: Y.Kim                                                                   |
| 24-11-2022                                                                   | Al Rayyan                                                                    | Uruguay                                                                      | 0 – 0                                                                        | Corea del Sud                                                                | Mondiali 2022 - 1º turno                                                     | -                                                                            | Cap: H.Son                                                                   |
| 28-11-2022                                                                   | Al Rayyan                                                                    | Corea del Sud                                                                | 2 – 3                                                                        | Ghana                                                                        | Mondiali 2022 - 1º turno                                                     | 2 Cho Gue-sung                                                               | Cap: H.Son                                                                   |
| 2-12-2022                                                                    | Al Rayyan                                                                    | Corea del Sud                                                                | 2 – 1                                                                        | Portogallo                                                                   | Mondiali 2022 - 1º turno                                                     | Kim Young-Gwon Hwang Hee-Chan                                                | Cap: H.Son                                                                   |
| 5-12-2022                                                                    | Doha                                                                         | Brasile                                                                      | 4 – 1                                                                        | Corea del Sud                                                                | Mondiali 2022 - 1º turno                                                     | Paik Seung-Ho                                                                | Cap: H.Son                                                                   |
| Totale                                                                       |                                                                              | Presenze                                                                     | 57                                                                           |                                                                              | Reti                                                                         | 100                                                                          |                                                                              |

#### Nazionale emiratina nel dettaglio
| nov. 2023                  | Emirati Arabi Uniti        | Qual.Mondiali 2026         | nel gruppo H               | 2  | 2  | 0 | 0 | 100,00& | 6  | 0  | +6  |
| 2024                       | Emirati Arabi Uniti        | Qual.Mondiali 2026         | nel gruppo H               | 8  | 4  | 2 | 2 | 50,00   | 14 | 6  | +8  |
| gen.-feb 2024              | Emirati Arabi Uniti        | Coppa d'Asia 2023          | Ottavi di finale           | 4  | 1  | 2 | 1 | 25,00   | 7  | 4  | +3  |
| Dal 2023                   | Emirati Arabi Uniti        | Amichevoli                 |                            | 5  | 4  | 0 | 1 | 80,00   | 8  | 3  | +5  |
| Totale Emirati Arabi Uniti | Totale Emirati Arabi Uniti | Totale Emirati Arabi Uniti | Totale Emirati Arabi Uniti | 19 | 11 | 4 | 4 | 57,89   | 35 | 13 | +22 |

#### Panchine da commissario tecnico della nazionale emiratina
| Cronologia completa delle presenze e delle reti in nazionale ― Emirati Arabi Uniti | Cronologia completa delle presenze e delle reti in nazionale ― Emirati Arabi Uniti | Cronologia completa delle presenze e delle reti in nazionale ― Emirati Arabi Uniti | Cronologia completa delle presenze e delle reti in nazionale ― Emirati Arabi Uniti | Cronologia completa delle presenze e delle reti in nazionale ― Emirati Arabi Uniti | Cronologia completa delle presenze e delle reti in nazionale ― Emirati Arabi Uniti | Cronologia completa delle presenze e delle reti in nazionale ― Emirati Arabi Uniti | Cronologia completa delle presenze e delle reti in nazionale ― Emirati Arabi Uniti |
| Data                                                                               | Città                                                                              | In casa                                                                            | Risultato                                                                          | Ospiti                                                                             | Competizione                                                                       | Reti                                                                               | Note                                                                               |
| ---------------------------------------------------------------------------------- | ---------------------------------------------------------------------------------- | ---------------------------------------------------------------------------------- | ---------------------------------------------------------------------------------- | ---------------------------------------------------------------------------------- | ---------------------------------------------------------------------------------- | ---------------------------------------------------------------------------------- | ---------------------------------------------------------------------------------- |
| 12-9-2023                                                                          | Zagabria                                                                           | Costa Rica                                                                         | 1 – 4                                                                              | Emirati Arabi Uniti                                                                | Amichevole                                                                         | Yahya Al Ghassani (x2) Caio Canedo Corrêa Ali Salmeen                              | Cap: K.Eisa                                                                        |
| 12-10-2023                                                                         | Dubai                                                                              | Emirati Arabi Uniti                                                                | 1 – 0                                                                              | Kuwait                                                                             | Amichevole                                                                         | Tahnoon Al-Zaabi                                                                   | Cap: A.Khaseif                                                                     |
| 17-10-2023                                                                         | Dubai                                                                              | Emirati Arabi Uniti                                                                | 1 – 0                                                                              | Libano                                                                             | Amichevole                                                                         | Caio Canedo Corrêa Sultan Adil Mohamed                                             | Cap: A.Mabkhout                                                                    |
| 16-11-2023                                                                         | Dubai                                                                              | Emirati Arabi Uniti                                                                | 4 – 0                                                                              | Nepal                                                                              | Qual. Mondiali 2026                                                                | Khalifa Al Hammadi Ali Mabkhout (rig, x1) Fábio Virginio de Lima                   | Cap: K.Eisa                                                                        |
| 21-11-2023                                                                         | Riffa                                                                              | Bahrein                                                                            | 0 – 2                                                                              | Emirati Arabi Uniti                                                                | Qual. Mondiali 2026                                                                | Abdullah Ramadan Ali Mabkhout                                                      | Cap: K.Eisa                                                                        |
| 30-12-2023                                                                         | Abu Dhabi                                                                          | Emirati Arabi Uniti                                                                | 1 – 0                                                                              | Kirghizistan                                                                       | Amichevole                                                                         | Ali Mabkhout (rig.)                                                                | Cap: A.Khaseif                                                                     |
| 6-1-2024                                                                           | Abu Dhabi                                                                          | Emirati Arabi Uniti                                                                | 0 – 1                                                                              | Oman                                                                               | Amichevole                                                                         | -                                                                                  | Cap: A.Mabkhout                                                                    |
| 14-1-2024                                                                          | Doha                                                                               | Emirati Arabi Uniti                                                                | 3 – 1                                                                              | Hong Kong                                                                          | Coppa d'Asia 2023 - 1º turno                                                       | Sultan Adil (rig.) Zayed Sultan Yahya Al Ghassani (rig.)                           | Cap: K.Eisa                                                                        |
| 18-1-2024                                                                          | Al Wakrah                                                                          | Palestina                                                                          | 1 – 1                                                                              | Emirati Arabi Uniti                                                                | Coppa d'Asia 2023 - 1º turno                                                       | Sultan Adil                                                                        | Cap: K.Eisa                                                                        |
| 23-1-2024                                                                          | Al Rayyan                                                                          | Iran                                                                               | 2 – 1                                                                              | Emirati Arabi Uniti                                                                | Coppa d'Asia 2023 - 1º turno                                                       | Yahya Al Ghassani                                                                  | Cap: K.Eisa                                                                        |
| 28-1-2024                                                                          | Al Rayyan                                                                          | Tagikistan                                                                         | 1 – 1 dts (5 - 3 dtr)                                                              | Emirati Arabi Uniti                                                                | Coppa d'Asia 2023 - Ottavi di finale                                               | Khalifa Al Hammadi                                                                 | Cap: K.Eisa                                                                        |
| 21-3-2024                                                                          | Abu Dhabi                                                                          | Emirati Arabi Uniti                                                                | 2 – 1                                                                              | Yemen                                                                              | Qual. Mondiali 2026                                                                | Ali Saleh (rig.) Sultan Adil                                                       | Cap: K.Eisa                                                                        |
| 26-3-2024                                                                          | Khobar                                                                             | Yemen                                                                              | 0 – 3                                                                              | Emirati Arabi Uniti                                                                | Qual. Mondiali 2026                                                                | 2 Fabio Lima Sultan Adil                                                           | Cap: K.Eisa                                                                        |
| 6-6-2024                                                                           | Dammam                                                                             | Nepal                                                                              | 0 – 4                                                                              | Emirati Arabi Uniti                                                                | Qual. Mondiali 2026                                                                | 2 Hareb Abdullah Ali Saleh Hazem Abbas                                             | Cap: A.Salmeen                                                                     |
| 11-6-2024                                                                          | Dubai                                                                              | Emirati Arabi Uniti                                                                | 1 – 1                                                                              | Bahrein                                                                            | Qual. Mondiali 2026                                                                | Sultan Adil                                                                        | Cap: K.Eisa                                                                        |
| 5-9-2024                                                                           | Al Rayyan                                                                          | Qatar                                                                              | 1 – 3                                                                              | Emirati Arabi Uniti                                                                | Qual. Mondiali 2026                                                                | Hareb Abdullah Khaled Ibrahim Ali Saleh                                            | Cap: K.Eisa                                                                        |
| 10-9-2024                                                                          | Al Ain                                                                             | Emirati Arabi Uniti                                                                | 0 – 1                                                                              | Iran                                                                               | Qual. Mondiali 2026                                                                | -                                                                                  | Cap: K.Eisa                                                                        |
| 10-10-2024                                                                         | Al Ain                                                                             | Emirati Arabi Uniti                                                                | 1 – 1                                                                              | Corea del Nord                                                                     | Qual. Mondiali 2026                                                                | Yahya Al Ghassani                                                                  | Cap: K.Eisa                                                                        |
| 15-10-2024                                                                         | Tashkent                                                                           | Uzbekistan                                                                         | 1 – 0                                                                              | Emirati Arabi Uniti                                                                | Qual. Mondiali 2026                                                                | -                                                                                  | Cap: K.Eisa                                                                        |
| Totale                                                                             |                                                                                    | Presenze                                                                           | 19                                                                                 |                                                                                    | Reti                                                                               | 35                                                                                 |                                                                                    |

## Palmarès

### Giocatore
- Campionato portoghese: 1

Sporting Lisbona: 2001-2002
- Coppa del Portogallo: 3

Estrela Amadora: 1989-1990
Benfica: 1995-1996
Sporting Lisbona: 2001-2002
- Supercoppa di Portogallo: 1

Sporting Lisbona: 2002

### Allenatore
- Coppa del Portogallo: 2

Sporting Lisbona: 2006-2007, 2007-2008
- Supercoppa di Portogallo: 2

Sporting Lisbona: 2007, 2008